# Atletiek op de Olympische Zomerspelen 1920
Atletiek is een van de sporten die beoefend werden tijdens de Olympische Zomerspelen 1920 in Antwerpen.

## Mannen

### 100 m
| rang   | sporter(s)      | land | tijd |
| ------ | --------------- | ---- | ---- |
| Goud   | Charley Paddock | USA  | 10,8 |
| Zilver | Morris Kirksey  | USA  | 10,8 |
| Brons  | Harry Edward    | GBR  | 11,0 |
| 4      | Jackson Scholz  | USA  |      |
| 5      | Émile Ali-Khan  | FRA  |      |
| 6      | Loren Murchison | USA  |      |

### 200 m
| rang   | sporter(s)      | land | tijd |
| ------ | --------------- | ---- | ---- |
| Goud   | Allen Woodring  | USA  | 22,0 |
| Zilver | Charley Paddock | USA  | 22,1 |
| Brons  | Harry Edward    | GBR  | 22,2 |
| 4      | Loren Murchison | USA  |      |
| 5      | George Davidson | NZL  |      |
| 6      | Jack Oosterlaak | RSA  |      |

### 400 m
| rang   | sporter(s)           | land | tijd |
| ------ | -------------------- | ---- | ---- |
| Goud   | Bevil Rudd           | RSA  | 49,6 |
| Zilver | Guy Butler           | GBR  | 49,9 |
| Brons  | Nils Engdahl         | SWE  | 50,0 |
| 4      | Frank Shea           | USA  |      |
| 5      | John Ainsworth-Davis | GBR  |      |
| 6      | Henning Dafel        | RSA  |      |

### 800 m
| rang   | sporter(s)     | land | tijd   |
| ------ | -------------- | ---- | ------ |
| Goud   | Albert Hill    | GBR  | 1.53,4 |
| Zilver | Earl Eby       | USA  | 1.53,6 |
| Brons  | Bevil Rudd     | RSA  | 1.54,0 |
| 4      | Edgar Mountain | GBR  | 1.54,6 |
| 5      | Donald Scott   | USA  | 1.56,0 |
| 6      | Albert Sprott  | USA  | 1.56,4 |
| 7      | Adriaan Paulen | NED  | 1.56,4 |
| 8      | Jean Esparbès  | FRA  | 1.58,0 |

### 1500 m
| rang   | sporter(s)        | land | tijd   |
| ------ | ----------------- | ---- | ------ |
| Goud   | Albert Hill       | GBR  | 4.01,8 |
| Zilver | Philip Noel-Baker | GBR  | 4.02,4 |
| Brons  | Lawrence Shields  | USA  | 4.03,1 |
| 4      | Václav Vohralík   | TCH  |        |
| 5      | Sven Lundgren     | SWE  |        |
| 6      | André Audinet     | FRA  |        |
| 7      | Arturo Porro      | ITA  |        |
| 8      | Joie Ray          | USA  |        |

### 5000 m
| rang   | sporter(s)         | land | tijd    |
| ------ | ------------------ | ---- | ------- |
| Goud   | Joseph Guillemot   | FRA  | 14.55,6 |
| Zilver | Paavo Nurmi        | FIN  | 15.00,0 |
| Brons  | Eric Backman       | SWE  | 15.13,0 |
| 4      | Teodor Koskenniemi | FIN  | 15.17,0 |
| 5      | Charles Blewitt    | GBR  | 15.19,0 |
| 6      | William Seagrove   | GBR  | 15.21,0 |
| 7      | Carlo Speroni      | ITA  |         |
| 8      | Alfred Nichols     | GBR  |         |

### 10000 m
| rang   | sporter(s)           | land | tijd    |
| ------ | -------------------- | ---- | ------- |
| Goud   | Paavo Nurmi          | FIN  | 31.45,8 |
| Zilver | Joseph Guillemot     | FRA  | 31.47,2 |
| Brons  | James Wilson         | GBR  | 31.50,8 |
| 4      | Augusto Maccario     | ITA  | 32.02,0 |
| 5      | James Hatton         | GBR  | 32.14,0 |
| 6      | Jean-Baptiste Manhés | FRA  | 32.26,0 |
| 7      | Heikki Liimatainen   | FIN  | 32.28,0 |
| 8      | Frederick Faller     | USA  | 32.38,0 |

### Marathon[1]
| rang   | sporter(s)         | land | tijd         |
| ------ | ------------------ | ---- | ------------ |
| Goud   | Hannes Kolehmainen | FIN  | WR 2:32.35,8 |
| Zilver | Jüri Lossmann      | EST  | 2:32.48,6    |
| Brons  | Valerio Arri       | ITA  | 2:36.32,8    |
| 4      | Auguste Broos      | BEL  | 2:39.25,8    |
| 5      | Juho Tuomikoski    | FIN  | 2:40.18,8    |
| 6      | Sofus Rose         | DEN  | 2:41.18,0    |
| 7      | Joseph Organ       | USA  | 2:41.30,0    |
| 8      | Rudolf Hansen      | DEN  | 2:41.39,4    |

### 110 m horden
| rang   | sporter(s)               | land | tijd    |
| ------ | ------------------------ | ---- | ------- |
| Goud   | Earl Thomson             | CAN  | WR 14,8 |
| Zilver | Harold Barron            | USA  | 15,1    |
| Brons  | Frederick Murray         | USA  | 15,2    |
| 4      | Harry Wilson             | NZL  |         |
| 5      | Walker Smith             | USA  |         |
| 6      | Carl-Axel Christiernsson | SWE  |         |

### 400 m horden
| rang   | sporter(s)               | land | tijd    |
| ------ | ------------------------ | ---- | ------- |
| Goud   | Frank Loomis             | USA  | WR 54,0 |
| Zilver | John Norton              | USA  | 54,3    |
| Brons  | August Desch             | USA  | 54,4    |
| 4      | Géo André                | FRA  |         |
| 5      | Carl-Axel Christiernsson | SWE  |         |
| 6      | Charles Daggs            | USA  |         |

### 3000 m steeple chase
| rang   | sporter(s)        | land | tijd       |
| ------ | ----------------- | ---- | ---------- |
| Goud   | Percy Hodge       | GBR  | OR 10.00,4 |
| Zilver | Patrick Flynn     | USA  |            |
| Brons  | Ernesto Ambrosini | ITA  |            |
| 4      | Gustaf Mattsson   | SWE  |            |
| 5      | Michael Devaney   | USA  |            |
| 6      | Albert Hulsebosch | USA  |            |
| 7      | Lars Hedwall      | SWE  |            |
| 8      | Ray Watson        | USA  |            |

### 4 × 100 m estafette
| rang   | sporter(s)                                                      | land | tijd    |
| ------ | --------------------------------------------------------------- | ---- | ------- |
| Goud   | Charley Paddock Jackson Scholz Loren Murchison Morris Kirksey   | USA  | WR 42,2 |
| Zilver | René Tirard René Lorain René Mourlon Émile Ali-Khan             | FRA  | 42,6    |
| Brons  | Agne Holmström William Petersson Sven Malm Nils Sandström       | SWE  | 42,9    |
| 4      | William Hill Harold Abrahams Denis Black Victor d'Arcy          | GBR  |         |
| 5      | Henri Thorsen Fritiof Andersen August Sørensen Marinus Sørensen | DEN  |         |
| 6      | Jean Colbach Paul Hammer Jean Proess Alex Servais               | LUX  |         |

### 4 × 400 m estafette
| rang   | sporter(s)                                                     | land | tijd   |
| ------ | -------------------------------------------------------------- | ---- | ------ |
| Goud   | Cecil Griffiths Robert Lindsay John Ainsworth-Davis Guy Butler | GBR  | 3.22,2 |
| Zilver | Harry Davel Clarence Oldfield Jack Oosterlaak Bevil Rudd       | RSA  | 3.24,2 |
| Brons  | Géo André Gaston Féry Maurice Delvart Jean André Devaux        | FRA  | 3.24,8 |
| 4      | George Schiller George Bretnall Ted Meredith Frank Shea        | USA  |        |
| 5      | Sven Krokström Sven Malm Eric Sundblad Nils Engdahl            | SWE  |        |
| 6      | Jules Migeot Omer Corteyn Omer Smet François Morren            | BEL  |        |

### 3000 m team
| rang   | sporter(s)                                                                          | land | punten |
| ------ | ----------------------------------------------------------------------------------- | ---- | ------ |
| Goud   | Horace Brown Arlie Schardt Ivan Dresser Lawrence Shields Michael Devaney            | USA  | 10     |
| Zilver | Charles Blewitt Albert Hill William Seagrove James Hatton Duncan McPhee Percy Hodge | GBR  | 20     |
| Brons  | Eric Backman Sven Lundgren Edvin Wide Josef Holsner John Zander                     | SWE  | 24     |
| 4      | Armand Burtin Gaston Heuet Edmond Brossard Lucien Duquesne René Vignaud             | FRA  | 30     |
| 5      | Ernesto Ambrosini Augusto Maccario Carlo Speroni Carlo Martinenghi                  | ITA  | 36     |

### Veldlopen individueel
| rang   | sporter(s)            | land | tijd    |
| ------ | --------------------- | ---- | ------- |
| Goud   | Paavo Nurmi           | FIN  | 27.15,0 |
| Zilver | Eric Backman          | SWE  | 27.15,6 |
| Brons  | Heikki Liimatainen    | FIN  | 27.37,0 |
| 4      | James Wilson          | GBR  | 27.45,2 |
| 5      | Frank Hegarty         | GBR  | 27.57,0 |
| 6      | Teodor Koskenniemi    | FIN  | 27.57,2 |
| 7      | Julien Van Campenhout | BEL  | 28.00,0 |
| 8      | Gaston Heuet          | FRA  | 28.10,0 |

### Veldlopen team
| rang   | sporter(s)                                        | land | punten |
| ------ | ------------------------------------------------- | ---- | ------ |
| Goud   | Teodor Koskenniemi Heikki Liimatainen Paavo Nurmi | FIN  | 10     |
| Zilver | Frank Hegarty Alfred Nichols James Wilson         | GBR  | 21     |
| Brons  | Eric Backman Hilding Ekman Gustaf Mattsson        | SWE  | 23     |
| 4      | Patrick Flynn Frederick Faller Max Bohland        | USA  | 36     |
| 5      | Gaston Heuet Gustave Lauvaux Joseph Servella      | FRA  | 40     |
| 6      | Julien Van Campenhout Henri Smets Aimé Proot      | BEL  | 48     |
| 7      | Albert Andersen Henrik Sørensen                   | DEN  | 55     |

### 3 km snelwandelen
| rang   | sporter(s)      | land | tijd    |
| ------ | --------------- | ---- | ------- |
| Goud   | Ugo Frigerio    | ITA  | 13.14,2 |
| Zilver | George Parker   | AUS  |         |
| Brons  | Richard Remer   | USA  |         |
| 4      | Cecil McMaster  | RSA  |         |
| 5      | Thomas Maroney  | USA  |         |
| 6      | Charles Dowson  | GBR  |         |
| 7      | William Hehir   | GBR  |         |
| 8      | William Roelker | USA  |         |

### 10 km snelwandelen
| rang   | sporter(s)     | land | tijd    |
| ------ | -------------- | ---- | ------- |
| Goud   | Ugo Frigerio   | ITA  | 48.06,2 |
| Zilver | Joseph Pearman | USA  |         |
| Brons  | Charles Gunn   | GBR  |         |
| 4      | Cecil McMaster | RSA  |         |
| 5      | William Hehir  | GBR  |         |
| 6      | Thomas Maroney | USA  |         |
| 7      | Jean Seghers   | BEL  |         |
| 8      | Antoine Doyen  | BEL  |         |

### Hoogspringen
| rang   | sporter(s)      | land | hoogte     |
| ------ | --------------- | ---- | ---------- |
| Goud   | Richmond Landon | USA  | OR 1,935 m |
| Zilver | Harold Muller   | USA  | 1,90 m     |
| Brons  | Bo Ekelund      | SWE  | 1,90 m     |
| 4      | Walter Whalen   | USA  | 1,85 m     |
| 5      | John Murphy     | USA  | 1,85 m     |
| 6      | Benjamin Baker  | GBR  | 1,85 m     |
| 7      | Einar Thulin    | SWE  | 1,80 m     |
| 7      | Pierre Lewden   | FRA  | 1,80 m     |

### Polsstokhoogspringen
| rang   | sporter(s)        | land | hoogte    |
| ------ | ----------------- | ---- | --------- |
| Goud   | Frank Foss        | USA  | WR 4,09 m |
| Zilver | Henry Petersen    | DEN  | 3,70 m    |
| Brons  | Edwin Myers       | USA  | 3,60 m    |
| 4      | Edward Knourek    | USA  | 3,60 m    |
| 5      | Ernfrid Rydberg   | SWE  | 3,60 m    |
| 6      | Laurits Jørgensen | DEN  | 3,60 m    |
| 7      | Eldon Jenne       | USA  | 3,60 m    |
| 8      | Georg Högström    | SWE  | 3,50 m    |

### Verspringen
| rang   | sporter(s)        | land | afstand |
| ------ | ----------------- | ---- | ------- |
| Goud   | William Petersson | SWE  | 7,15 m  |
| Zilver | Carl Johnson      | USA  | 7,095 m |
| Brons  | Erik Abrahamsson  | SWE  | 7,08 m  |
| 4      | Dink Templeton    | USA  | 6,95 m  |
| 5      | Erling Aastad     | NOR  | 6,885 m |
| 6      | Rolf Franksson    | SWE  | 6,73 m  |

### Hink-stap-springen
| rang   | sporter(s)      | land | afstand  |
| ------ | --------------- | ---- | -------- |
| Goud   | Vilho Tuulos    | FIN  | 14,505 m |
| Zilver | Folke Janson    | SWE  | 14,48 m  |
| Brons  | Erik Almlöf     | SWE  | 14,27 m  |
| 4      | Ivar Sahlin     | SWE  | 14,175 m |
| 5      | Sherman Landers | USA  | 14,17 m  |
| 6      | Daniel Ahearn   | USA  | 14,08 m  |

### Kogelstoten
| rang   | sporter(s)       | land | afstand  |
| ------ | ---------------- | ---- | -------- |
| Goud   | Ville Pörhölä    | FIN  | 14,81 m  |
| Zilver | Elmer Niklander  | FIN  | 14,155 m |
| Brons  | Harry Liversedge | USA  | 14,15 m  |
| 4      | Pat McDonald     | USA  | 14,08 m  |
| 5      | Einar Nilsson    | SWE  | 13,87 m  |
| 6      | Harald Tammer    | EST  | 13,605 m |

### Discuswerpen
| rang   | sporter(s)       | land | afstand  |
| ------ | ---------------- | ---- | -------- |
| Goud   | Elmer Niklander  | FIN  | 44,685 m |
| Zilver | Armas Taipale    | FIN  | 44,19 m  |
| Brons  | Augustus Pope    | USA  | 42,13 m  |
| 4      | Edvin Zallhagen  | SWE  | 41,07 m  |
| 5      | Kenneth Bartlett | USA  | 40,875 m |
| 6      | Allan Eriksson   | SWE  | 39,41 m  |

### Kogelslingeren
| rang   | sporter(s)       | land | afstand  |
| ------ | ---------------- | ---- | -------- |
| Goud   | Patrick Ryan     | USA  | 52,875 m |
| Zilver | Carl Johan Lind  | SWE  | 48,43 m  |
| Brons  | Basil Bennet     | USA  | 48,25 m  |
| 4      | Malcolm Svensson | SWE  | 47,29 m  |
| 5      | Matt McGrath     | USA  | 46,67 m  |
| 6      | Thomas Nicholson | GBR  | 45,70 m  |

### Speerwerpen
| rang   | sporter(s)                  | land | afstand    |
| ------ | --------------------------- | ---- | ---------- |
| Goud   | Jonni Myyrä                 | FIN  | OR 65,78 m |
| Zilver | Urho Peltonen               | FIN  | 63,605 m   |
| Brons  | Paavo Jaale-Johansson       | FIN  | 63,095 m   |
| 4      | Juho Saaristo               | FIN  | 62,395 m   |
| 5      | Aleksandr Klumberg-Kolmpere | EST  | 62,39 m    |
| 6      | Gunnar Lindström            | SWE  | 60,52 m    |
| 7      | Milton Angier               | USA  | 59,275 m   |
| 8      | Erik Blomqvist              | SWE  | 58,18 m    |

### Gewichtwerpen (25,4 kg)
| rang   | sporter(s)       | land | afstand     |
| ------ | ---------------- | ---- | ----------- |
| Goud   | Pat McDonald     | USA  | OR 11,265 m |
| Zilver | Patrick Ryan     | USA  | 10,965 m    |
| Brons  | Carl Johan Lind  | SWE  | 10,255 m    |
| 4      | Archie McDiarmid | CAN  | 10,12 m     |
| 5      | Malcolm Svensson | SWE  | 9,455 m     |
| 6      | Johan Pettersson | FIN  | 9,375 m     |

### Vijfkamp
| rang   | sporter(s)      | land | punten |
| ------ | --------------- | ---- | ------ |
| Goud   | Eero Lehtonen   | FIN  | 14     |
| Zilver | Everett Bradley | USA  | 24     |
| Brons  | Hugo Lahtinen   | FIN  | 26     |
| 4      | Robert LeGendre | USA  | 26     |
| 5      | Helge Løvland   | NOR  | 27     |
| 6      | Brutus Hamilton | USA  | 27     |
| 7      | Bertil Ohlson   | SWE  | 30     |

De vijfkamp bestond uit verspringen, speerwerpen, 200 m, discuswerpen en 1500 m.

### Tienkamp
| rang   | sporter(s)        | land | punten   |
| ------ | ----------------- | ---- | -------- |
| Goud   | Helge Løvland     | NOR  | 6804,355 |
| Zilver | Brutus Hamilton   | USA  | 6771,085 |
| Brons  | Bertil Ohlson     | SWE  | 6580,030 |
| 4      | Gösta Holmér      | SWE  | 6532,150 |
| 5      | Evert Nilsson     | SWE  | 6433,530 |
| 6      | Valdemar Wickholm | FIN  | 6405,460 |
| 7      | Eugene Vidal      | USA  | 6358,570 |
| 8      | Erik Gyllenstolpe | SWE  | 6331,435 |

## Medaillespiegel
| rang   | land             | goud | zilver | brons | totaal |
| ------ | ---------------- | ---- | ------ | ----- | ------ |
| 1      | Verenigde Staten | 9    | 12     | 8     | 29     |
| 2      | Finland          | 9    | 4      | 3     | 16     |
| 3      | Groot-Brittannië | 4    | 4      | 4     | 12     |
| 4      | Italië           | 2    | 0      | 2     | 4      |
| 5      | Zweden           | 1    | 3      | 10    | 14     |
| 6      | Frankrijk        | 1    | 2      | 1     | 4      |
| 7      | Zuid-Afrika      | 1    | 1      | 1     | 3      |
| 8      | Canada           | 1    | 0      | 0     | 1      |
| 8      | Noorwegen        | 1    | 0      | 0     | 1      |
| 10     | Australië        | 0    | 1      | 0     | 1      |
| 10     | Denemarken       | 0    | 1      | 0     | 1      |
| 10     | Estland          | 0    | 1      | 0     | 1      |
| totaal | totaal           | 29   | 29     | 29    | 87     |

Athene 1896 · Parijs 1900 · St. Louis 1904 · Londen 1908 · Stockholm 1912 · Antwerpen 1920 · Parijs 1924 · Amsterdam 1928 · Los Angeles 1932 · Berlijn 1936 · Londen 1948 · Helsinki 1952 · Melbourne 1956 · Rome 1960 · Tokio 1964 · Mexico-stad 1968 · München 1972 · Montréal 1976 · Moskou 1980 · Los Angeles 1984 · Seoel 1988 · Barcelona 1992 · Atlanta 1996 · Sydney 2000 · Athene 2004 · Peking 2008 · Londen 2012 · Rio de Janeiro 2016  · Tokio 2020  · Parijs 2024  · Los Angeles 2028 
Medaillewinnaars mannen · vrouwen · gemengd
Atletiek · Boksen · Boogschieten · Gewichtheffen · Hockey · Kunstrijden · Kunstwedstrijden · Moderne vijfkamp · Paardensport · Polo · Roeien · Rugby · Schermen · Schietsport · Schoonspringen · Tennis · Touwtrekken · Turnen · Voetbal · Waterpolo · Wielersport · Worstelen · IJshockey · Zeilen · Zwemmen